# 環境超人エコガインダー
環境超人エコガインダー（かんきょうちょうじんエコガインダー）は、キッズステーションで放送されていた特撮番組。環境省環境教育推進室協力作品。

## 環境超人エコガインダー
『環境超人エコガインダー』（かんきょうちょうじんエコガインダー）は、2008年9月15日から2009年3月23日までキッズステーションで放送された同社初のオリジナル特撮番組。その後も同局やTwellVで何度も再放送されていた。開局15周年記念企画。2010年2月7日に特別番組『環境超人エコガインダー特別編 〜環境省ASEEP21「ゼッタイ!!エコガインダー」より〜』が放送された。全14話。

### ストーリー
環境破壊が進み、崩壊寸前の近未来の地球。地球を守るために現在の子供たちに環境に対する小さな意識を目覚めさせるため、未来から環境超人エコガインダーが現れる。一方、エコガインダーの活動を妨害しようと地球の環境破壊を促進する悪の一味であるエコクラッシャーはムダーナとハカイスを送りこんで、子供たちに環境破壊の意識を植え付けようとする。

### 登場人物
環境超人エコガインダー
演（スーツアクター） - 橋詰大樹、声 - 小野友樹
りゅうすけ（鈴木竜介）
演 - 冨宿颯
うらら（鈴木うらら）
演 - 前田安友菜
おかあさん（鈴木洋子）
演 - 柳沢絵美
おとうさん（鈴木賢一郎）
演 - 坂田聡
片桐博士
演 - 酒井一圭
吉川研究員
演 - 中島貴月
ムダーナ
演 - 秋元才加（AKB48）
ハカイス
演 - 山本しろう（エルシャラカーニ）
クイーン・デスガイア
演 - 松本梨香

### 放映リスト
1. 環境超人エコガインダー登場! 適温に保て!
2. 節水せよ!
3. 冷蔵庫に気をつけろ!
4. ダメだ! うっかりつけっぱなし!
5. 空とムダーナとマイボトル
6. 解決! ふきんを使え!
7. その手に! 〜お買い物にはエコバッグ〜
8. エコガインダー危機一髪! 〜正義のエコ意識〜
9. ゴミ? 資源? 〜分別の向こう側〜
10. もったいない! 〜完食だってエコである〜
11. 真夜中の環境破壊 〜眠れぬエコクラッシャー〜
12. 哀しみのエコガインダー 〜小さなエコ意識〜
13. 消えた笑顔 〜エコガインダー、その使命〜
14. 未来は君たちの手に

### スタッフ
- 企画：キッズステーション（特別編以外）、Fine115（特別編以外）
- アドバイザー：鈴木弘幸（環境省 環境教育推進室、特別編では企画）
- 撮影：梶岡禄仙
- 音響効果：有木岳人（メディアハウスサウンドデザイン）
- 撮影協力：日本工学院専門学校
- ロケ協力：三浦市営業開発課、みうら映画舎
- 技術：ビデオスタッフ
- 協力：環境省環境教室推進室
- キャラクター造形：円谷プロダクション、ビルドアップ
- デザイン：後藤正行
- 造形：吉田哲弥、高橋勇也
- VFX：子安肇
- 助監督：三好保洋、國井公仁
- アクション監督：新堀和男[2]
- プロデューサー：竹内誉人、山本晋（以上キッズステーション）、添田弘幸（ベストフィールド）、田立喜章、東田眞一（以上FIne115）
- チーフプロデューサー：因真一郎（キッズステーション）
- 監督・脚本：福山龍次
- 制作：ベストフィールド（特別編以外）、Fine115、三菱総合研究所（特別編のみ）
- 製作著作：キッズステーション
- 主題歌：「環境超人エコガインダー」唄：遠藤正明（ランティス）／作詞・作曲：遠藤正明／編曲：鈴木マサキ

## 環境超人エコガインダーII
『環境超人エコガインダーII 』（かんきょうちょうじんエコガインダーツー）は、2010年6月28日から11月8日までキッズステーションで放送された「環境超人エコガインダー」の続編。全10話。初回放送は月曜15:45 - 16:00に隔週で行われていた。

### 概要
当初、前作は続編制作の予定がなかったが、続編を希望する声が多かったことから制作された。監督によると、前作より、ストーリーを重視して製作しているとのこと。

### ストーリー
前回の戦いで、環境良識回路を負傷しながらも、見事21世紀初頭の地球を救ったエコガインダーだったが、クイーン・デスガイアは新たにステナたちを過去の世界へ送り込んでいた。

### 登場人物
環境超人エコガインダー
演（スーツアクター） - 金子起也、声 - 小野友樹
江古田まなぶ
演 - 安川和希
米田タケシ
演 - 阿部考将
花沢先生
演 - 中津真莉子
片桐寅蔵博士
演 - 酒井一圭
東條ミカ研究員
演 - 鈴木麻衣花
ステナ
演 - 梅田彩佳（AKB48）
エコクラッシャー1号（仮）
演 - 菅原永二
エコクラッシャー2号（仮）
演 - 大穂恭平
破壊超人ロスト
演  (スーツアクター) - 中村博亮、声 - 川原慶久
クイーン・デスガイア
演 - 松本梨香

### スタッフ
- 企画：キッズステーション／Fine115
- 制作：ベストフィールド／Fine115
- 監督・脚本：福山龍次
- アクション監督：新堀和男[2]
- アドバイザー：鈴木弘幸（環境省 環境教育推進室）
- キャラクター造形：円谷プロダクション／ムービックプロモートサービス
- 主題歌：「環境超人エコガインダー」唄：遠藤正明（ランティス）／作詞・作曲：遠藤正明／編曲：鈴木マサキ
- エンディングテーマ：「D.O.A」唄：遠藤正明（ランティス）／作詞・作曲：遠藤正明／編曲：三宅博文

### 放映リスト
1. 新たなる闘い 〜環境破壊を許すな!〜（前編）
2. 新たなる闘い 〜環境破壊を許すな!〜（後編）
3. 最強! 破壊超人ロスト! 〜あるはずだ! リユースの方法〜（前編）
4. 最強! 破壊超人ロスト! 〜あるはずだ! リユースの方法〜（後編）
5. 恐怖! 人類エコクラッシャー化作戦! 〜リサイクルへと続く道〜（前編）
6. 恐怖! 人類エコクラッシャー化作戦! 〜リサイクルへと続く道〜（後編）
7. 決戦への序章 〜リデュース。ゴミを減らせ!〜（前編）
8. 決戦への序章 〜リデュース。ゴミを減らせ!〜（後編）
9. 正義の結末 〜環境を護る意義〜（前編）
10. 正義の結末 〜環境を護る意義〜（後編）

## 環境超人エコガインダーOX
『環境超人エコガインダーOX 』（かんきょうちょうじんエコガインダーゼロエックス）は、2012年1月13日から3月16日までキッズステーションで放送された「環境超人エコガインダー」シリーズの第3作で完結編。全10話。

### 登場人物
エコガインダーOX
演 (スーツアクター) - 金子起也、声 - 小野友樹・川原慶久
武田紗季
演 - 庭野結芽葉
武田孝志
演 - 梅澤宜雄
武田美咲
演 - おおらいやすこ
辺見研究員
演 - 水澤愛奏
沖田研究員
演 - 折井あゆみ
黒崎教授
演 - 酒井一圭
イラネイヤ
演 - 石田晴香（AKB48）
ヨーゴス
演 - 今立進（エレキコミック）
プリンセス・ヘルガイア
演 - 松本梨香（友情出演）

### スタッフ
- 企画：キッズステーション／Fine115
- 制作：ベストフィールド／Fine115
- 脚本・監督：福山龍次
- アクション監督：新堀和男
- アシスタントプロデューサー：小川ひとみ（キッズステーション）
- プロデューサー：竹内誉人、山本晋（以上キッズステーション）、添田弘幸（ベストフィールド）、田立喜章、東田眞一（以上FIne115）
- チーフプロデューサー：押田聖弘（キッズステーション）
- アドバイザー：鈴木弘幸
- ヘアメイク：高橋亜貴
- 主題歌：「環境超人エコガインダーOX」唄：遠藤正明（ランティス）／作詞・作曲：遠藤正明／編曲：三宅博文
- 挿入歌：「TO THE FUTURE ～愛する者の為～」唄：遠藤正明（ランティス）／作詞・作曲：遠藤正明／編曲：鍋嶋圭一